# Волынский краеведческий музей
Волынский краеведческий музей — краеведческий музей в городе Луцке, открытый 16 июня 1929 года.

## История
Волынский краеведческий музей открыт 16 июня 1929 года при «Обществе краеведов и охраны памятников прошлого» в г. Луцке.
К 1938 году в четырёх отделах — природы, доисторического прошлого, искусства, этнографии — насчитывалось 9000 экспонатов. В становлении музея как научно-исследовательского учреждения, наполнению его фондов роль значительную сыграли археолог Тадеуш Сулимирский, музеолог и этнограф Александр Прусевич, археолог Ян Фитцке, ботаник Стефан Мацко и епископ Анатолий (Дублянский).
В мае 1940 года на его базе создан областной государственный историко-краеведческий музей. С началом Великой Отечественной войны музей удалось сохранить и 2 ноября 1941 года он восстановил функционирование. Во время отступления немецких оккупантов фонды музея и экспонаты были разграблены. 17 июня 1944 музей возобновил работу в новых условиях.
С 1958 по 1984 годы музей размещался по адресу ул. Шопена, 7; в 1985 году новая значительно расширенная экспозиция (32 зала площадью 2056 м²) была развернута в реконструированном трёхэтажном доме по ул. Шопена, 20 — памятнике архитектуры и истории 1920-30-х гг.

## Филиалы
Волынский краеведческий музей имеет филиал — литературно-мемориальный музей Леси Украинки в с. Колодежно Ковельского района. А также отделы:
- Луцкий художественный музей в замке Любарта
- Музей волынской иконы в Луцке
- Мемориальный музей Вячеслава Липинского в с. Затурцы Локачинского района.
- Музей истории Луцкого братства в Луцке

Некоторое время в его структуре на правах отделов (ныне самостоятельные учреждения) находились: Лопатинский (1967—2003) и Лобненский (1977-91) музеи партизанской славы, Владимир-Волынский (1977 91), Кортелисский (1980—2002), Гороховский и Ковелский (оба — 1989-92) исторические, Маневицкий краеведческий (1979-92) музеи, Луцкий музей истории религии и атеизма (1980-93).

## Фонды

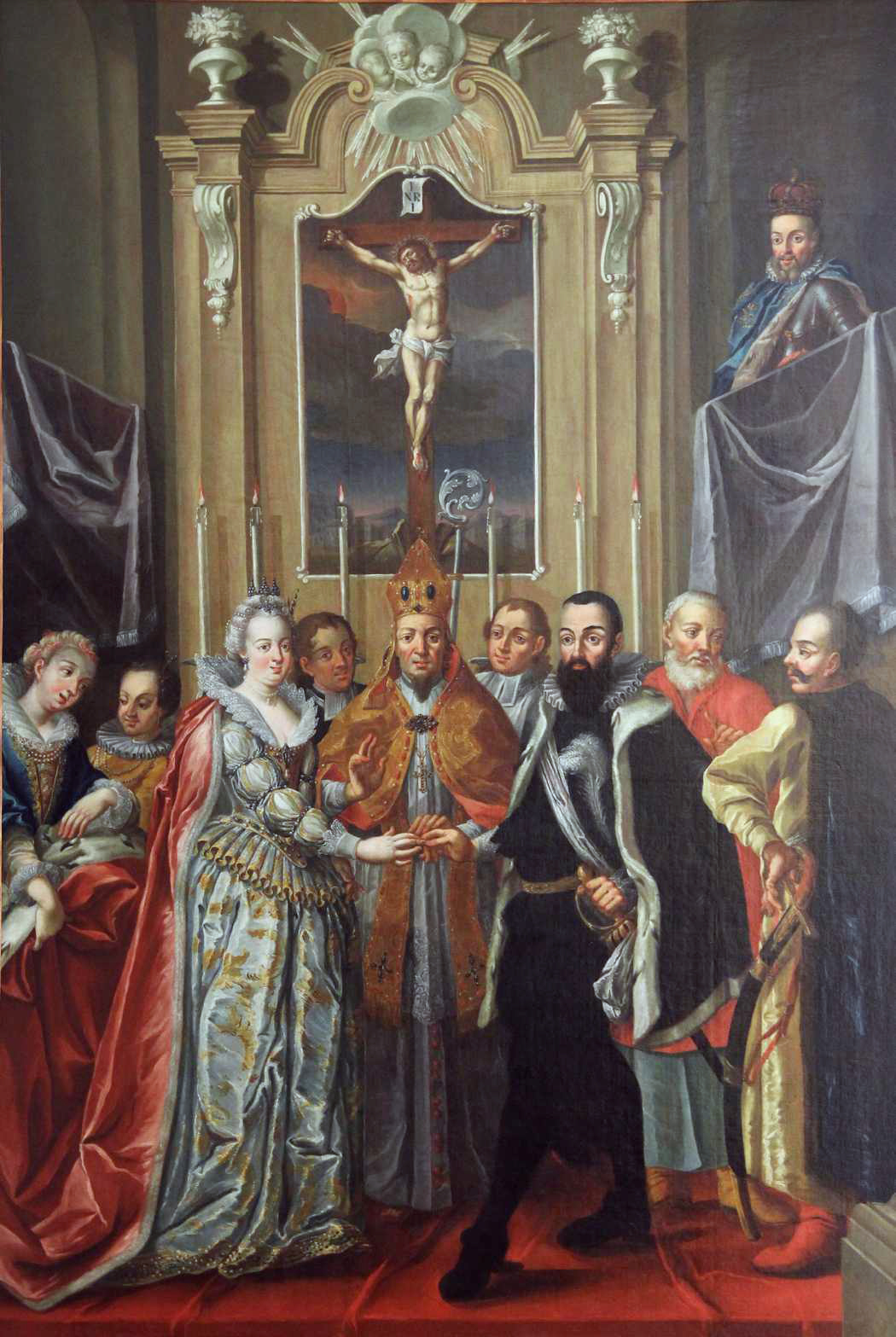
Весілля per procura принца Миколи Радзівіла «Чорного» та Катерини Австрійської

Фондовые коллекции насчитывают более 200 тыс. единиц, в том числе: Качинский клад IV — начала V века н. э., Городищенский древнерусский клад XI-XIII вв.; археологическую, нумизматическую и этнографическую коллекции; рукописи и личные вещи Леси Украинки, Олены Пчилки, А. Лазарчука, Г. Остапенко, М.Малиновской, В.Липинского, Н. Хасевича, Д.Скоропадского, архиепископа УАПЦ Поликарпа (Сикорского), А. Дублянского и др.; редкий гербарий растений С. Мацко (1930-е гг.); коллекцию старинных и рукописных книг XVI-XVIII вв., собрание западно-европейской живописи (Х.Рибера, Н.Пуссен, А.Маньяско и др.), отечественной древней и современной живописи, графики и скульптуры, волынской школы иконописи и резьбы по дереву XVI-XVIII вв., и тому подобное. Экспозиция имеет разделы: природы, древней и новейшей истории. Библиотека насчитывает более 20 тысяч томов.